# Bolsa Mexicana de Valores
Bolsa Mexicana de Valores este singura bursă de valori din Mexic.

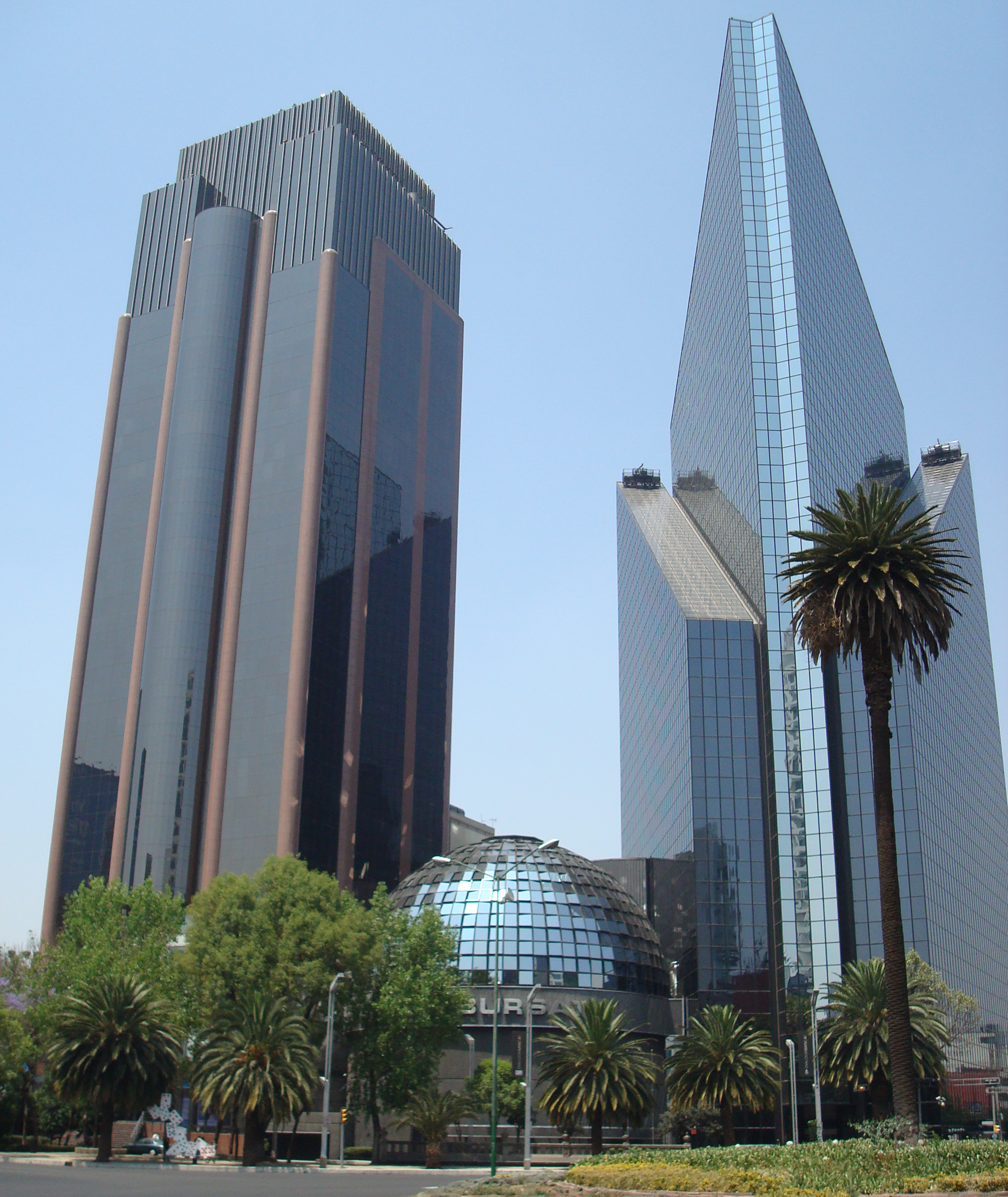
Bursa de valori din Mexic.